# 群馬県立安中高等学校

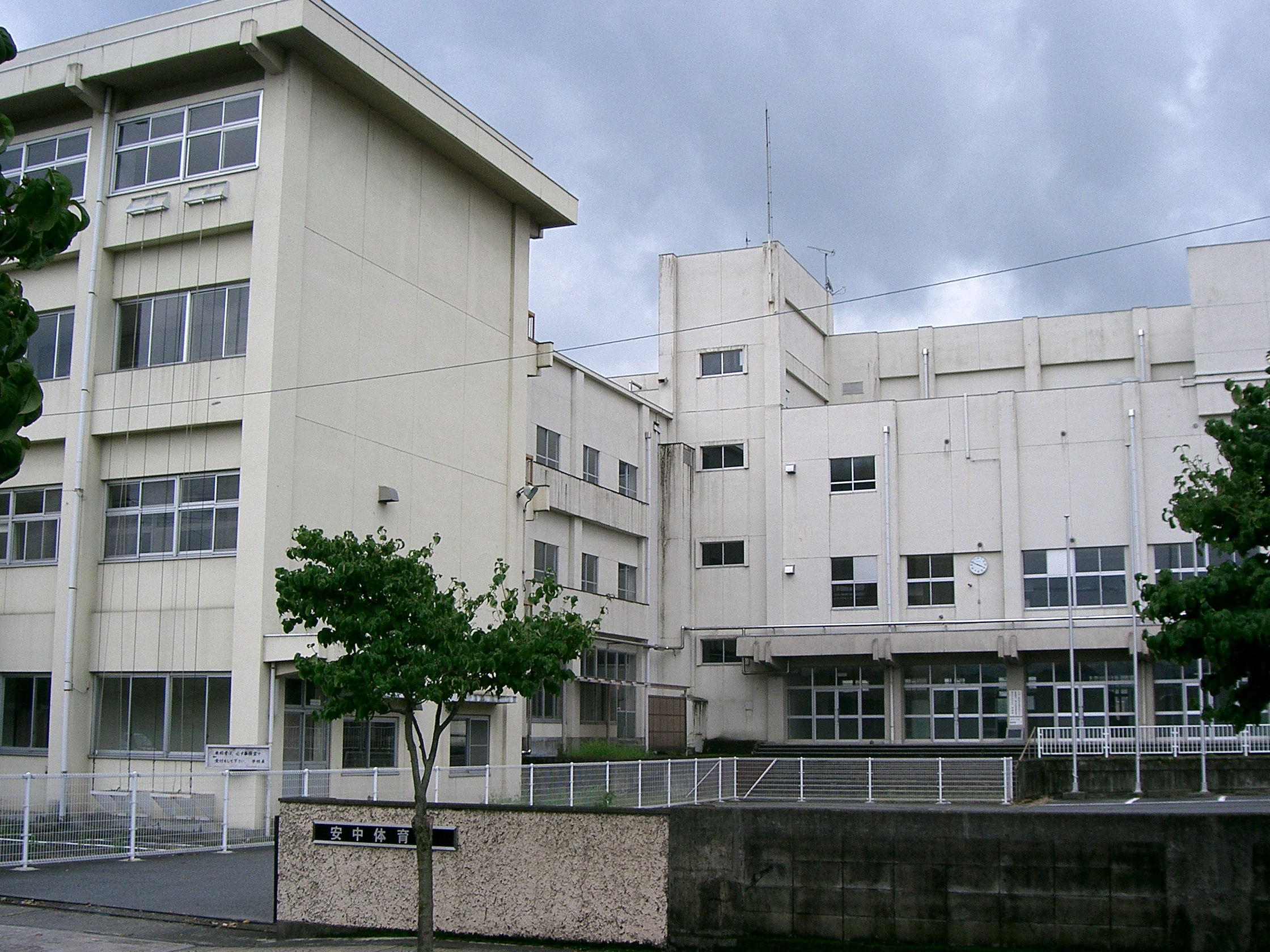
閉校後の体育館は「安中体育館」として利用されている（2011年9月）

群馬県立安中高等学校（ぐんまけんりつ あんなかこうとうがっこう）は、群馬県安中市にあった県立高等学校。男女共学。群馬県立安中総合学園高等学校の開設に伴い閉校となった。住所は群馬県安中市安中2丁目13−7。

## 沿革
- 1921年 - 碓氷高等女学校として開校
- 1923年 - 群馬県立安中高等女学校と改称
- 1948年 - 群馬県立安中高等学校と改称
- 2006年 - 生徒募集を停止
- 2008年 - 閉校

## 学科
- 普通科

## 著名な出身者
- 鬼形明浩（ロードレーサー）

## 跡地
校地は映画、ドラマ、CMのロケ地などとして使用された。
- 映画 実写版「氷菓」（2017年）[2]
- 映画「あゝ、荒野」（2017年）[2]
- イトヲカシ フリーライブ（2017年）[2]
- ドラマ「君と世界が終わる日に」（2021年）[3]

安中高等学校の校舎と校庭の跡地には安中市役所の新庁舎が建設されることになっており校舎は解体される。隣接する体育館と格技場はそのまま活用されることになっている。
旧校地では新庁舎建設に先立って埋蔵文化財発掘調査が行われ、安中市は2023年7月に7世紀に造られた東山道とみられる道路跡を発見したと発表した。その南側では8世紀前半の総柱建物跡や大量の瓦が発見されており、これらの遺構の確認を受けて新庁舎建設場所が旧安中高敷地内の北東側にずらされることになった。